# Christkönigskirche (Sątoczno)
Die Christkönigskirche in Sątoczno ist ein Bauwerk aus der Mitte des 14. Jahrhunderts. Bis 1945 war sie Pfarrkirche des evangelischen Kirchspiels Leunenburg in Ostpreußen und ist heute kirchliches Zentrum der römisch-katholischen Pfarrei Sątoczno in der polnischen Woiwodschaft Ermland-Masuren.

## Geographische Lage
Sątoczno liegt in der nördlichen Mitte der Woiwodschaft Ermland-Masuren an einer Nebenstraße, die die Stadt Sępopol (deutsch Schippenbeil) im Powiat Bartoszycki (Kreis Bartenstein) mit Skandawa (Skandau) im Powiat Kętrzyński (Kreis Rastenburg) verbindet. Die nächste Bahnstation ist die acht Kilometer entfernte Stadt Korsze (Korschen).
Die Kirche steht im östlichen Dorfteil an der Straße Sępopol–Skandawa unweit der Einmündung der Straße von Glitajny (Glittehnen).

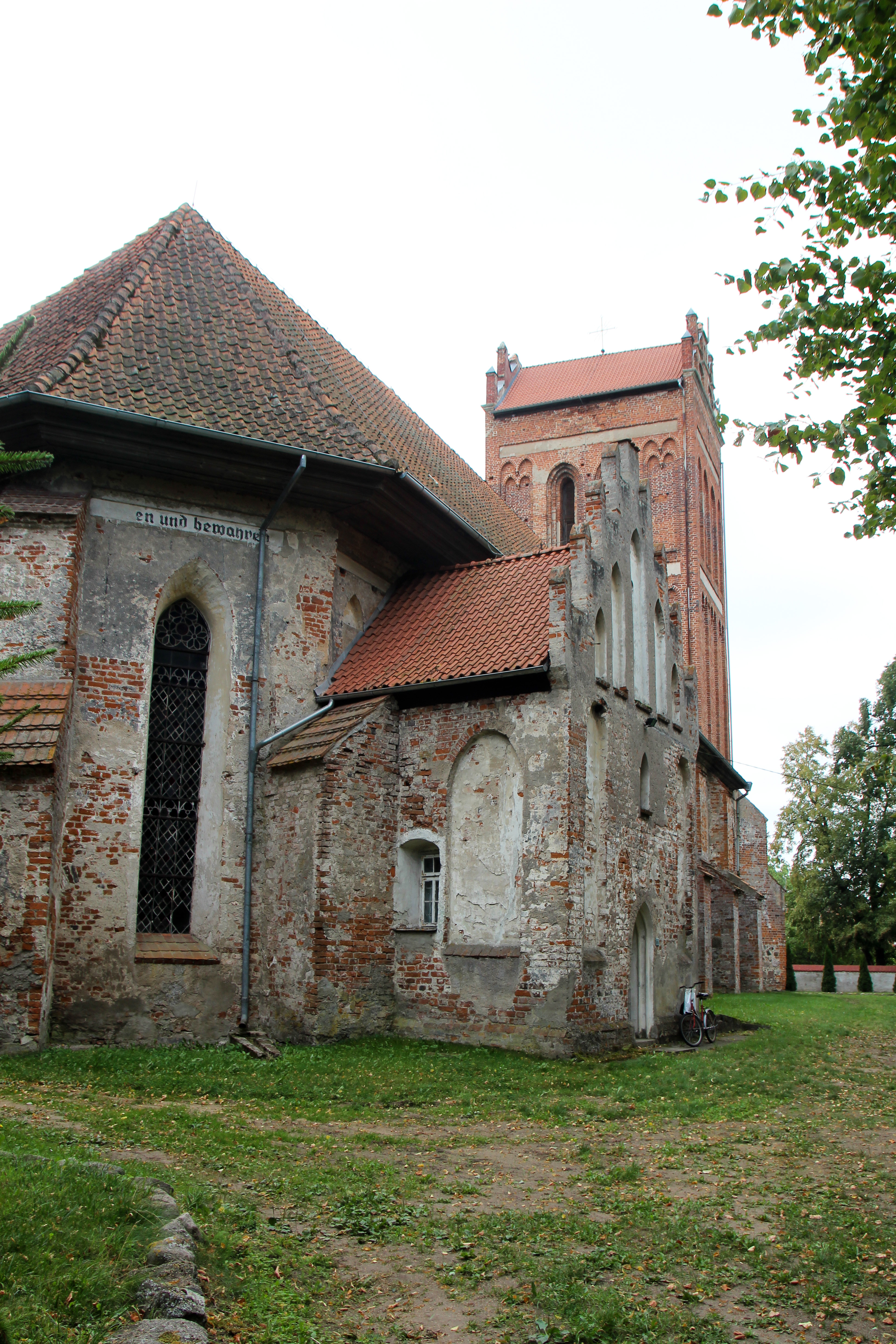
Der Chor mit Sakristei an der Nordseite

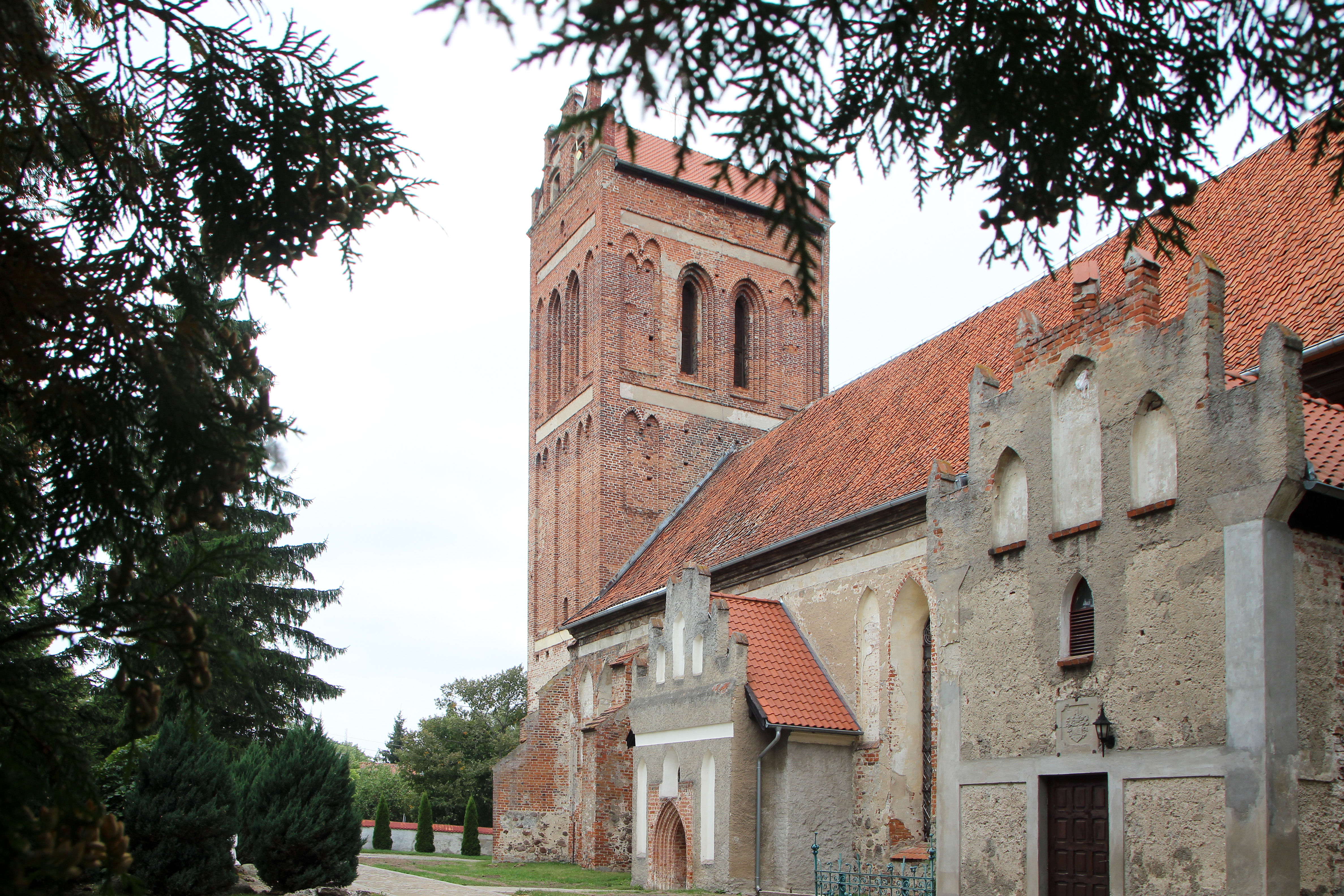
Kirchensüdseite mit Vorhalle (links) und Eulenburg-Grabkapelle

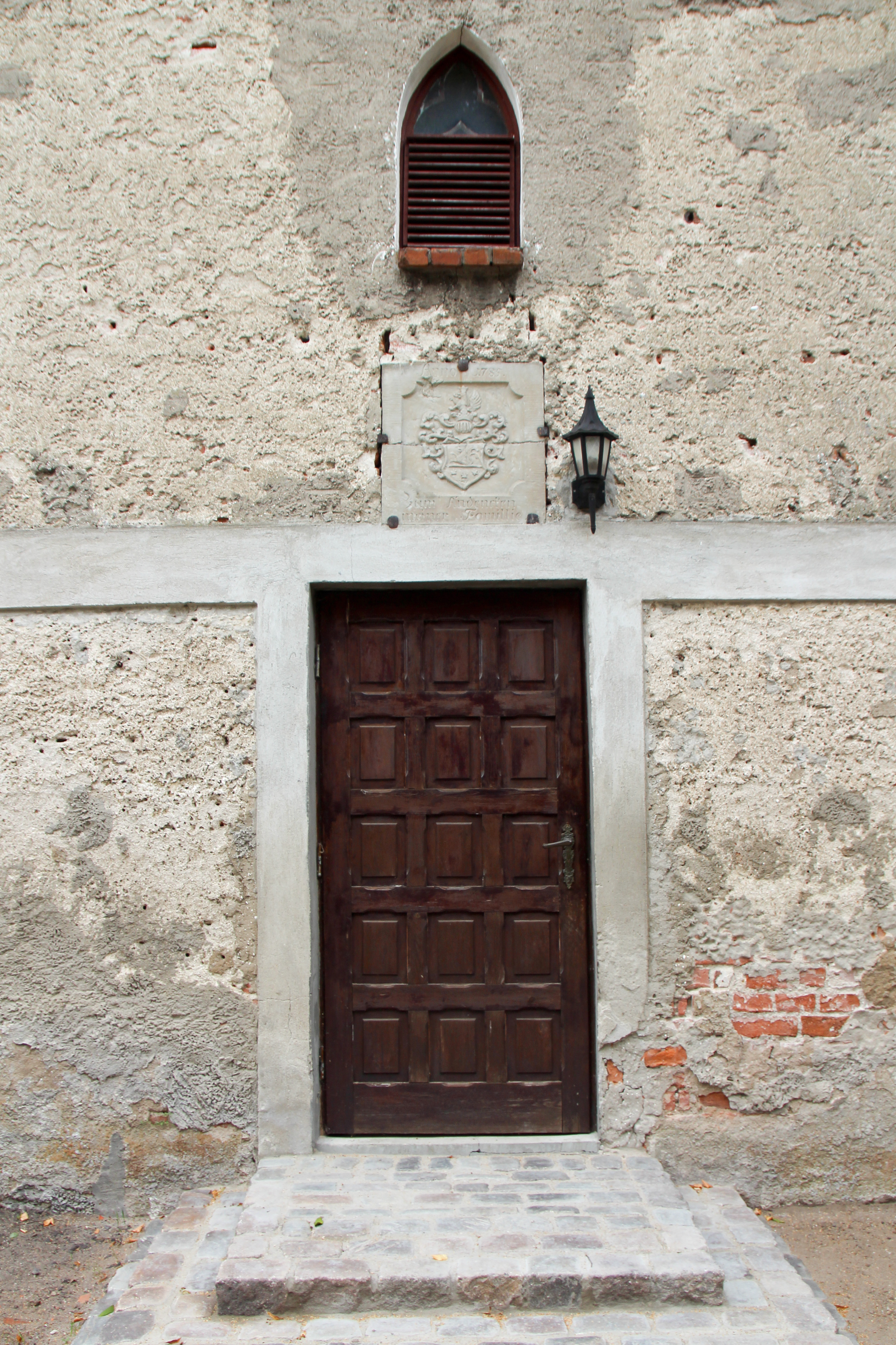
Eingangsportal der Grabkapelle

## Kirchengebäude

### Baugeschichte
In Leunenburg wurde bereits 1326/28 zur Zeit des Hochmeisters des Deutschen Ordens, Werner von Orseln, ein Kirchengebäude errichtet. Das Bauwerk gehörte seinerzeit zu den ersten Steinkirchen der Ordenszeit.
An gleicher Stelle entstand nach den Zerstörungen durch die Litauer etwa 1350 das noch heute vorhandene Gotteshaus. Es handelt sich um einen teilweise verputzten Feldstein- und Ziegelbau mit polygonalem Chorabschluss und einen – erst um 1400 errichteten – quergestellten Turm. Der Turm wurde in den Folgejahren zweimal aufgestockt, bis er die Höhe von 32 Metern erreicht hatte. Umbauten erfolgten 1591 nach einem Brand im Turm.
Damals war der Chor gewölbt. Die Einwölbung des Kirchenschiffs erfolgte erst 1842 als Ersatz für eine bemalte Flachdecke. Im selben Jahr erhielt der Turm die neogotischen Staffelgiebel. Chor und Langhaus waren durch einen Triumphbogen getrennt, und an den Seiten liefen Emporen entlang.
Der achteckige Chor entstand um die Wende 14./15. Jahrhundert. Die Sakristei im Nordosten des Chores mit Tonnengewölbe und Staffelgiebel wurde bereits um 1400 angebaut. In der gleichen Zeit kam im Süden des Kirchenschiffs die Vorhalle hinzu mit spitzbogigem Eingang und Staffelgiebel, im Innern überwölbt von einem achteckigen Sternengewölbe. Im 17. Jahrhundert fügte man die Grabkapelle der Eulenburgs an mit der Inschriftplatte von 1785 und dem Giebel von 1887.
Die Kirche erhielt zwischen 1839 und 1842 eine grundlegende Renovierung.
Nach 1945 wurde die Kirche ein römisch-katholisches Gotteshaus und erhielt die Bezeichnung „Christkönigskirche“. Der Innenraum wurde baulich dem veränderten liturgischen Gebrauch angepasst.

### Innenausstattung
Die originäre Innenausstattung veränderte man schon in den 1820er Jahren im klassizistischen Sinn. So ist der Kanzelaltar von 1824 im Empirestil ein Werk des Bildhauers Karl Ludwig Biereichel aus Rößel (polnisch Reszel). Passend dazu veränderte man Gestühl, Emporen und Türen. Der Taufstein aus weißem Marmor befand sich von 1580 bis 1828 in der dann abgebrochenen Altstädtischen Kirche Königsberg und wurde von dort käuflich erworben. Eine silberne Taufschale stammte von 1695.
Adam Gottlob Casparini aus Königsberg (Preußen) (heute russisch Kaliningrad) schuf 1745 die Orgel. Ihr Prospekt zeigt rechts das Eulenburgische und links das Tettauische Wappen.
Die Glocken wurden 1593 und 1735 gegossen.

## Kirchengemeinde

### Evangelisch

#### Kirchengeschichte
Eine Kirche wurde in Leunenburg bereits in vorreformatorischer Zeit im 14. Jahrhundert gegründet. Unter dem Einfluss der Reformation wurde sie lutherisch, und ab 1525 versahen hier evangelische Geistliche ihren Dienst.
Im Jahre 1925 zählte die Kirchengemeinde Leunenburg 5.500 Gemeindeglieder. Ein Jahr später wurde im Nachbarort Korschen (polnisch Korsze) eine Filialkirche errichtet, deren Gemeinde jedoch mit Leunenburg in pfarramtlicher Verbindung blieb. Der zweite Pfarrer Leunenburgs war für den Sprengel Korschen zuständig. Sitz des Pfarramtes war Leunenburg.
Das Patronat für die Kirche in Leunenburg hatten die Grafen von Eulenburg mit Sitz in Prassen (polnisch Prosna) inne. Die Kirche in Korschen war patronatslos.
Die verbundene Kirchengemeinde Leunenburg-Korschen war in den Kirchenkreis Rastenburg (polnisch Kętrzyn) zugeordnet und gehörte somit zur Kirchenprovinz Ostpreußen der Kirche der Altpreußischen Union. Flucht und Vertreibung der einheimischen Bevölkerung in der Folge des Zweiten Weltkriegs setzten der evangelischen Kirche in Leunenburg und Korschen ein Ende. Die heute hier lebenden evangelischen Kirchenglieder orientieren sich zur Pfarrei in Kętrzyn – mit ihren Filialkirchen in Bartoszyce (Bartenstein) und Barciany (Barten) – in der Diözese Masuren der Evangelisch-Augsburgischen Kirche in Polen.

#### Kirchspielorte
Zum Pfarrsprengel Leunenburg gehörten bis 1945 neben dem Pfarrort Leunenburg 27 Orte, Ortschaften und Wohnplätze:
| Deutscher Name                          | Polnischer Name   |  | Deutscher Name    | Polnischer Name |  | Deutscher Name               | Polnischer Name |
| --------------------------------------- | ----------------- |  | ----------------- | --------------- |  | ---------------------------- | --------------- |
| Bollendorf                              | Bykowo            |  | *Karschau         | Karszewo        |  | *Marlutten                   | Marłuty         |
| Döhrings                                | Suliki            |  | Klein Bloßkeim    | Błuskajmy Małe  |  | Mockelkeim                   |                 |
| Eschenbruch                             | Kurowskie Błota   |  | Klein Köskeim     | Kaskajmy Małe   |  | Oberteich                    | Stawnica        |
| Gelbsch                                 | Giełpsz           |  | Klein Langwalde   | Dłużec Mały     |  | Prassen                      | Prosna          |
| Goldstein                               | Kamień            |  | Klein Leunenburg  | Sątoczek        |  | Sawadden 1938–1945: Schwaden | Zawada          |
| Groß Bloßkeim                           | Błuskajmy Wielkie |  | Klein Oberteich   |                 |  | *Schlömpen                   | Słępy           |
| *Groß Langwalde                         | Dłużec Wielki     |  | Klein Schrankheim | Sajna Mała      |  | *Wangnick                    | Wągniki         |
| Groß Schrankheim 1928–1945: Schrankheim | Sajna Wielka      |  | Kolbitzen         | Chełmiec        |  | Wettin                       | Wetyn           |
| *Kaltwangen                             | Kałwągi           |  | Landkeim          | Łękajny         |  | Wormen                       | Studzieniec     |

#### Pfarrer
An der Kirche in Leunenburg amtierten als evangelische Geistliche die Pfarrer:
- Valentin Büge, 1525–1537
- Briccius Lehmann, ab 1537
- Christian Burchart, 1554–1563
- Johann Dominicus, ab 1563
- Liborius Körner, ab 1585
- Ambrosius Wendt, bis 1598
- Leonhard Wendt, 1598–1634
- Andreas Heidenreich, 1639–1668
- Caspar Steinhäuser, (1647)
- Christoph Heydenreich, 1663–1691
- Andreas Kyhr, bis 1680
- Georg Kyhr, ab 1681
- Heinrich Büttner, 1691–1697
- Reinhold Perband, 1694–1720
- Jacob Michael Weber, 1731–1735
- Jacob Friedrich Roscius, 1735–1744
- Christoph Daniel Weber, 1744–1767
- Christoph Ludwig Unbefug, 1767–1797
- Christlieb Lebr. Augar, 1798–1805
- Johann Christoph Pflüger, 1803–1808
- Gottfried August Reimer, 1809–1813
- Sigismund Jacob Gemmel, 1813–1865
- Friedrich Wilhelm Gemmel, 1865–1894
- Heinrich Rudolf Oskar Neumann, 1895–1919
- Paul Ewert, 1919–1928
- Fritz Elmmer, 1928–1932
- Karl Dettmar, 1932–1945

### Katholisch

#### Kirchengeschichte
Bis 1945 war Leunenburg in die katholische Pfarrei in Sturmhübel (polnisch Grzęda) im damaligen Bistum Ermland eingegliedert. Nach 1945 stieg aufgrund vieler polnischer Neuansiedler die Zahl der Katholiken in dem nun Sątoczno genannten Ort und seiner Umgebung sprunghaft an, und die bisher evangelische Kirche des Ortes wurde katholisches Gotteshaus. Am 25. Mai 1974 errichtete man in Sątoczno eine katholische Pfarrei, die – wie dann auch die Kirche – den Namen „Christkönig“ erhielt. Die Pfarrei ist dem Dekanat Sępopol (Schippenbeil) im jetzigen Erzbistum Ermland zugeordnet.

#### Pfarreiorte
Zur Pfarrei Sątoczno gehören zwanzig Orte:
| Polnischer Name   | Deutscher Name |  | Polnischer Name | Deutscher Name                          |
| ----------------- | -------------- |  | --------------- | --------------------------------------- |
| Błuskajmy Małe    | Klein Bloßkeim |  | Sątoczek        | Klein Leunenburg                        |
| Błuskajmy Wielkie | Groß Bloßkeim  |  | Sątoczno        | Leunenburg                              |
| Bykowo            | Bollendorf     |  | Sajna Mała      | Klein Schrankheim                       |
| Giełpsz           | Gelbsch        |  | Sajna Wielka    | Groß Schrankheim 1928–1945: Schrankheim |
| Kałwągi           | Kaltwangen     |  | Słępy           | Schlömpen                               |
| Kamień            | Goldstein      |  | Stawnica        | Oberteich                               |
| Kaskajmy Małe     | Klein Köskeim  |  | Studzieniec     | Wormen                                  |
| Łękajny           | Landkeim       |  | Suliki          | Döhrings                                |
| Marłuty           | Marlutten      |  | Wągniki         | Wangnick                                |
| Prosna            | Prassen        |  | Wetyn           | Wettin                                  |

#### Pfarrer
Seit Errichtung einer eigenen Pfarrei amtierten an der Christkönigskirche in Sątoczno die Pfarrer:
- Kazimierz Walczuk, 1974–1980
- Stefan Tomaszewski, 1980–1986
- Brunon Wicki, 1986–1997
- Andrzej Makarewicz, 1997–2002
- Zygmunt Wolanin, 2002–2008
- Adam Malak, seit 2008